# Gustaw Bikeles
Gustaw Bikeles (ur. 1 września 1861 we Lwowie, zm. 4 listopada 1918 tamże) – polski neurofizjolog i neurolog żydowskiego pochodzenia, profesor Uniwersytetu Franciszkańskiego we Lwowie.

## Życiorys
Studiował filozofię na Uniwersytecie Fryderyka Wilhelma w Berlinie, a następnie medycynę na Uniwersytecie Wiedeńskim u Kraffta-Ebinga i Obersteinera. Przez wiele lat pracował naukowo we Lwowie, gdzie współpracował z Adolfem Beckiem i z Leonem Zbyszewskim. W 1901 roku habilitował się i został Privatdozentem. Opisał objaw znany do dziś jako objaw Bikelesa. W 1913 został profesorem zwyczajnym. W czasie I wojny światowej, gdy wojska rosyjskie zajęły Lwów, uciekł do Wiednia, gdzie pracował jako neurolog. Po klęsce Rosji wrócił do rodzinnego miasta i pomimo wojny kontynuował pracę na Uniwersytecie. Zginął tragicznie 4 listopada 1918, kiedy został trafiony w głowę zabłąkaną kulą podczas bitwy pod Lwowem między wojskami ukraińskimi i polskimi. Pochowany jest na Cmentarzu Łyczakowskim. Wspomnienie pośmiertne poświęcił mu Orzechowski i Beck.

## Prace
- Die Thätigkeit der Grosshirnrinde bei der Reproduction und Hallucination. Centralbl. f. Physiol. 6, ss. 832-837 (1892/93)
- Kornfeld S, Bikeles G. Ein Fall von Chloroformismus. Wien. klin. Wchnschr. 6, s. 64 (1893)
- Zur pathologischen Anatomie der Hirnund Rückenmarkserschütterung. Arb. a. d. Inst., f. Anat. u. Physiol. d. Centralnervensyst. an d. Wien. Univ. 3, ss. 102-118 (1895)
- O lokalizacyi dróg dośrodkowych (czuciowych) w rdzeniu pacierzowym psa i królika, w wysokości górnej części lędźwiowej i dolnej piersiowej oraz badania nad anatomią i czynnością szarej substancyi. Kraków: Akademia Umiejętności, 1898
- Bikeles G, Jasiński A. Przyczynek do nauki o nerwach odżywczych (troficznych). Kraków, 1898
- Thrombose der Arteria cerebri anterior. Neurol. Centralbl. 18, ss. 443-447 (1899)
- Degenerationsbefunde bei einem Falle von Myelitis acuta. Neurologisches Centralblatt 19, ss. 146–149 (1900)
- Zur Kenntniss des Symptomencomplexes bei disseminirter Hinter-Seitenstrangerkrankung (auf Grund von Befunden in einem Fall von Meningo-Myelitis probabil. luetica) (1901)
- Zum Ursprung des dorso-medialen Sacralfeldes. Neurologisches Centralblatt 20, 2, ss. 53–55 (1901)
- Ein Fall von oberflächiger Erweichung des Gesammtgebietes einer Arteria fossae Sylvii. Neurologisches Centralblatt 20, 7, ss. 296-300 (1901)
- Die sensible und motorische Segmentlocalisation für die wichtigsten Nerven des Plexus brachialis (1903)
- Anatomische Befunde nach Durchquetschung von Rückenmarkswurzeln beim Hunde. Neurologisches Centralblatt 22, ss. 248-253 (1903)
- Zur Frage der Regeneration im Rückenmark. Neurol. Centralbl. 23, s. 559 (1904)
- Die Lokalisation im Rückenmark für motorische Nerven der vorderen und hinteren Extremität, vorzüglich heim Affen (Cercopithecus) (im Vergleich mit Befunden am Hund und teilweise auch an der Katze) (1905)
- Zur Lokalisation im Rückenmark (1905)
- O umiejscowieniu ruchowem w rdzeniu pacierzowym dla nerwów kończyny przedniej i tylnej u małpy oercopithecus z uwzględnieniem wyników, otrzymanych u psa, a po części i u kota. Gazeta Lekarska 40 (46, 47), ss. 1133-1136, 1168-1172 (1905)
- Zur Herkunft der sensiblen Nervenfasern der Quadricepssehne und der Achillessehne beim Hund (1906)
- Über das Verhalten des proximalsten (extramedullären and -pialen) Teiles der hinteren Wurzeln bei Degeneration und Regeneration. Neurologisches Centralblatt (1907)
- Ueber den (radikulären) Verlauf des centripetalen Teiles einer Anzahl von Reflexbogen, besonders von Reflexen des untersten Rückenmarksabschnittes. Arb. a. d. neurol. Inst. a. d. Wien. Univ. 15, ss. 52-70 (1907)
- O odruchach najniższej części (stożka) rdzenia pacierzowego. Lwowski tygodnik lekarski 2 s. 621 (1907)
- Rückenmarksbefunde a) nach Nervenkreuzung und b) nach Nervenpfropfung. Neurol. Centralbl. 27, s. 450 (1908)
- Physiologische Untersuchungen, betr. Reflexbahnen in der grauen Substanz des Rückenmarks (1909)
- Einige Beobachtungen über Reflexerscheinungen am Hintertier (1909)
- Zur Kenntnis der retrograden Veränderungen nach Durchschneidnng vorderer (event anch hinterer) Wurzeln (1910)
- Zur Lehre Munk's über Beginn und Reihenfolge in der Ausbreitung der Bewegungen bei Rückenmarksreflexen, wie bei Tätigkeit der sogenannten „Prinzipalzentren“ (1910)
- Die sogenannten Berührungsreflexe Munk's und die reflektorische Zehenbeugung bei Reizung der Fusssohle (1910)
- Versuche über die gegenseitige funktionelle Beeinflussung von Gross- und Kleinhirn (1911)
- Die Ausbreitung des Reflexbogens im Rückenmark festgestellt vermittels Untersuchung der Aktionsströme (1911)
- Versuche über die sensorische Funktion des Kleinhirnmittelstücks (Vermis) (1911)
- Über Erregbarkeit der Grosshirnrinde und Auslösbarkeit von Rindenepilepsie unter Einfluss von Schlafmitteln wie nach Verabreichung grösserer Bromgaben (1914)
- Bikeles G, Gerstmann J. Ueber die vermehrte Schweissabsonderung auf der gelähmten Seite (nach Pilokarpininjektion) bei kortikalen Läsionen. Neurologisches Centralblatt 34, ss. 770-773 (1915)